# Граф Каледон

Герб графів Каледон.

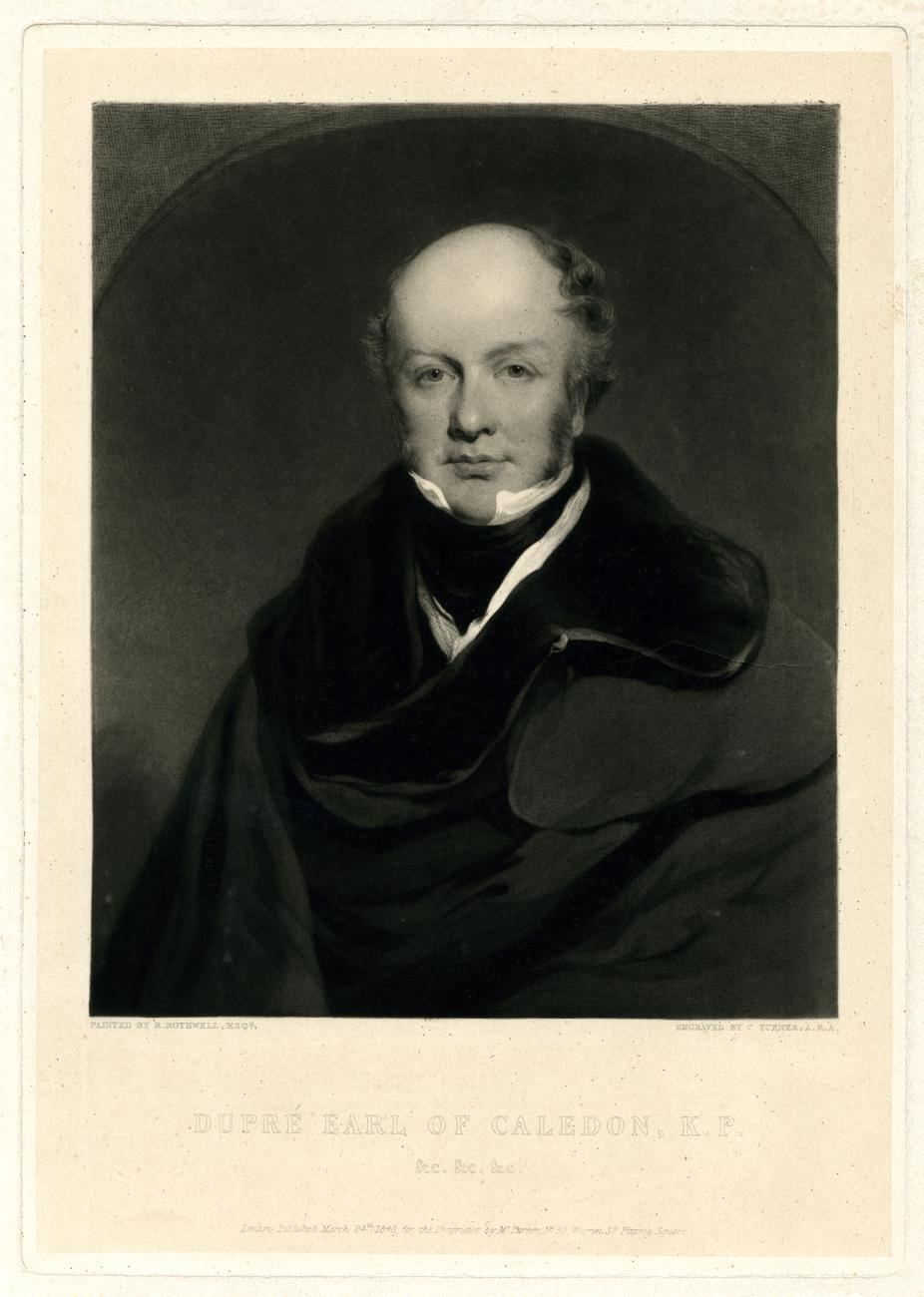
Дю Пре Александер — ІІ граф Каледон.

Граф Каледон (англ. Earl of Caledon) — аристократичний титул у перстві Ірландії.

## Гасло графів Каледон
англ. Per mare per terras — «Через море, через суходіл»

## Історія графів Каледон
Титул граф Каледон з Каледону, що в графстві Тірон був створений в перстві Ірландії в 1800 році для Джеймса Александера — І віконта Каледон. Він був купцем, що заробив величезні статки на торгівлі з Індією. Почав він свою справу в Індії в Мадрасі в 1752 році і працював там протягом 23 років. Крім торгових справ він мав в Мадрасі державні посади британської колоніальної адміністрації. Повернувшись до Ірландії він придбав 9000 акрів землі — став землевласником. У 1776 році він придбав маєток Каледон за 96 400 фунтів стерлінгів у Едмунда Бойла — VII графа Корк і Оррері. Едмунду цей маєток дістався від батька, а батькові дістався в результаті шлюбу з леді Гамільтон у 1738 році. Потім Джеймс Александер придбав Бум-Холл, маєток Черчленд біля Мовілла (графство Донегол), маєток біля Балікастла, що в графстві Антрім, розширив маєток Каледон, купивши землі в архієпископа Арма. Джеймс став депутатом Палати громад парламенту Ірландії і представляв місто Деррі. У 1790 році він отримав титул барона Каледон, а в 1797 році отримав титул віконта Каледон. Обидва титули були створені в перстві Ірландії. У 1784 році Джеймс Александер придбав будинок в Дубліні на Ратленд-сквер (нині це Парнелл-сквер). У цьому будинку він жив, коли був депутатом від Деррі в парламенті Ірландії. Джеймс Александер одружився з Енн Кроуфорд — дочкою Джеймса Кроуфорда з Кроуфордсберна, графство Даун. Шлюб відбувся 28 листопада 1774 року. У шлюбі були діти:
- Мабелла Олександер (7 серпня 1775 — 4 березня 1854) — вийшла заміж за Ендрю Томаса Блейні — ХІ барона Блейні.
- Дю Пре Александр — ІІ граф Каледон (14 грудня 1777 — 8 квітня 1839)

Джеймс Александер був непохитним торі у політиці та витратив приголомшливу суму понад 600 000 фунтів стерлінгів на придбання маєтків в Ірландії, включаючи Ньютаунардс в графстві Даун, і став рішучим прихильником Акту Союзу. Граф Каледон помер у своєму будинку на Ратленд-сквер (нині Парнелл-сквер) в Дубліні 22 березня 1802 року у віці 72 років. Леді Каледон померла 21 грудня 1777 року.
Титул успадкував його син Дю Пре Александер, що став ІІ графом Каледон. Він здобув освіту в Ітоні в 1790—1796 роках. Потім вчився в Крайс-Черч в Оксфорді. Був обраний депутатом Палати громад парламенту Ірландії в 1800 році. У 1801 році отримав посаду Верховного шерифа графства Арма. Він став першим губернатором Капської колонії. У Південній Африці річка Каледон названа на його честь. У нього був конфлікт як цивільного адміністратора колонії з військовим головнокомандувачем колонії генералом Генрі Греєм. Через цей конфлікт він пішов у відставку в 1811 році. Він був депутатом Палаті лордів парламенту Великобританії як представник Ірландії в 1804—1839 роках. Лорд Каледон одружився з леді Кетрін Йорк — донькою Філіпа Йорка — ІІІ графа Гардвіка та леді Елізабет Ліндсей. Шлюб відбувся 16 жовтня 1811 року в церкві Святого Якова, Вестмінстер. Місто Каледон він розбудував і розширив за власний кошт. Сучасники згадують про нього як про добродія, щедрого власника, «хорошого джентльмена».
Титул успадкував його син Джеймс Дю Пре Александер, що став ІІІ графом Каледон. Він став відомим військовим і політиком. Освіту здобув в Ітоні в 1824—1828 роках. Був обраний депутатом палати громад Парламенту Об'єднаного Королівства Великобританії та Ірландії і представляв графство Тірон. Потім був депутатом Палати лордів парламенту як представник Ірландії в 1641—1855 роках, належав до партії торі. Отримав звання капітана гвардії Колдстрім, потім звання полковника міліції графстві Тірон. Він одружився з леді Джейн Фредерікою Гарріот Мері Ґрімстон — дочкою Джеймса Волтера Ґрімстона — І графа Верулам та леді Шарлотти Дженкінсон. Шлюб відбувся 4 вересня 1845 року в церкві Святого Миколи, що в Сент-Олбанс, Хартфордшир. Лорд Каледон помер у віці 42 років у своєму будинку в Карлтон-Хаус-Террас, Лондон, 30 червня 1855 року і був похований у Каледоні в графстві Тайрон, Ірландія. Леді Каледон померла 30 березня 1888 року.
Титул успадкував його старший син Джеймс Александер, що став IV графом Каледон. Він народився в будинку своєї родини в Карлтон-Хаус-Террас, Лондон. Освіту здобув в Харроу і Крайст-Черч, Оксфорд. Він отримав титул графа Каледон у віці дев'яти років після смерті свого батька в 1855 році. Був депутатом Палати лордів парламенту Об'єднаного Королівства, представляв Ірландію в 1877—1898 роках. Він отримав звання капітана на службі в 1-й лейб-гвардії, став майором 4-го батальйону королівських стрільців Інніскіллінга та воював у Єгипетській кампанії в 1882 році. Його також було нагороджено орденом Святого Патрика. 9 жовтня 1884 року він одружився з леді Елізабет Грем-Толер — дочкою Гектора Грем-Толера — ІІІ графа Норбері. Мав з нею 3 дітей. Лорд Каледон помер 27 квітня 1898 року у віці 51 року на Керзон-стріт, Мейфер, Лондон від зараження крові та пневмонії. Його поховали в Каледоні, графство Тірон. Леді Каледон померла 6 жовтня 1939 року.
Титул успадкував його старший син Ерік Джеймс Десмонд Александер, що став V графом Каледон. Він не одружувався, не мав дітей, титул успадкував його племінник Деніс Джеймс Александер, що став VI графом Каледон. Він був сином Гербранда Чарльза Александера — другого сина IV графа Каледон.
На сьогодні титулом володіє його син Ніколас Джеймс Александер, що став VII графом Каледон успадкувавши титул в 1980 році. У 1989 році він отримав посаду лорд-лейтенанта графства Арма.
Родовід сім'ї Александер простежується від капітана Ендрю Александера з Еррігал, що в графстві Донегол. Йому в 1663 році було даровано землі в Балліклоуз, що біля Лімаваді, графство Деррі. Пізніше це підтвердив парламент, що був скликаний скинутим королем Яковом ІІ в Дубліні в 1689 році. Його син Яків Александер був предком Александерів з Агіллі (графство Донегол). Його першою дружиною була міс Філіпс, а другою дружиною була міс Гіллхаус. З другою дружиною в нього був перший син Джон Александер, що одружився з Енн Вайт — дочкою Джона Вайта з Кедіхілла, графство Деррі і мав з нею чотирьох дітей. Його другий син Натаніель Александер народився в 1689 році і став олдерменом міста Деррі в 1755 році. Він помер в 1761 році. Його син Джеймс Александер і став І графом Каледон.
Неіснуючий титул віконт Александер використовується як звертання ввічливості для спадкоємця титулу графа Каледон.
Родинним гніздом графів Каледон є замок Каледон, що поблизу селища Каледон в графстві Тірон (Ірландія).

## Графи Каледон (1800)
- Джеймс Александер (1730—1802) — І граф Каледон
- Дю Пре Александер (1777—1839) — ІІ граф Каледон
- Джеймс Дю Пре Александер (1812—1855) — ІІІ граф Каледон
- Джеймс Олександер (1846—1898) — IV граф Каледон
- Ерік Джеймс Дезмонд Александер (1885—1968) — V граф Каледон
- Деніс Джеймс Александер (1920—1980) — VI граф Каледон
- Ніколас Джеймс Александер (нар. 1955) — VII граф Каледон

Спадкоємцем титулу є син нинішнього власника титулу Фредерік Джеймс Александер — віконт Александер (народився в 1990 році).